# Bandidus apicalis
Bandidus apicalis är en insektsart som först beskrevs av Peter Esben-Petersen 1923. 
Bandidus apicalis ingår i släktet Bandidus och familjen myrlejonsländor. Inga underarter finns listade i Catalogue of Life.